# Бернотенас, Вацловас Вацлович
Вацловас Вацлович Бернотенас (лит. Vaclovas Bernotėnas; 28 сентября [11 октября] 1917, Ревель — 27 декабря 1978) — офицер войсковой разведки, участник Великой Отечественной войны. Герой Советского Союза. Член КПСС с 1944 года. Заслуженный работник культуры и образования Литовской ССР.

## Биография
Родился в семье рабочего. Окончил три курса юридического факультета Каунасского университета и Каунасское военное училище. До 1940 года служил в литовской армии культработником.
Весной 1942 года призван Бессоновским райвоенкоматом Пензенской области. Окончил ускоренный курс Пензенского артиллерийского училища и был зачислен в состав 16-й стрелковой дивизии, сформированной преимущественно из жителей Литвы.
Командир взвода пешей разведки 156-го стрелкового полка (16-я стрелковая дивизия, 48-я армия, Центральный фронт) лейтенант Бернотенас 25 июня 1943 года в ходе разведки боем в районе дер. Никитовка (Свердловский район Орловской области) ворвался в расположение противника и захватил двух пленных. В последующих боях был ранен. 7 суток без пищи и воды пробирался в расположение полка.
Указом Президиума Верховного Совета СССР от 4 июня 1944 года присвоено звание Героя Советского Союза (медаль «Золотая Звезда» № 3662). Стал первым литовцем, удостоенным этого звания.
После войны жил в Вильнюсе. Работал в республиканской библиотеке Литовской ССР.
Умер после тяжёлой болезни, похоронен на Антакальнисском кладбище в Вильнюсе.

## Награды
- Медаль «Золотая Звезда» Героя Советского Союза
- Орден Ленина
- Орден Отечественной войны 2-й степени
- Орден «Знак Почёта»
- медали.

## Память
- Именем Бернотенаса были названы улицы в городах Зарасай, Купишкис, Радвилишкис Литовской ССР, пионерские дружины в нескольких школах этой республики, а также спортивный клуб. В его честь был учреждён переходящий республиканский кубок по спортивному ориентированию.
- В Вильнюсе на доме, где жил Бернотенас, была установлена мемориальная доска.

## Сочинения
- Лето на земле Орловской. — Орёл, 1963.